# Ogcodes javanus
Ogcodes javanus este o specie de muște din genul Ogcodes, familia Acroceridae. A fost descrisă pentru prima dată de Meijere în anul 1924. Conform Catalogue of Life specia Ogcodes javanus nu are subspecii cunoscute.